# 浜辺美波
浜辺 美波（はまべ みなみ、2000年〈平成12年〉8月29日 - ）は、日本の女優、声優、モデル、タレント。本名同じ。愛称は、ベーやん、みーちゃん、かっちゃん。
石川県出身。東宝芸能所属。堀越高等学校卒業。

## 経歴

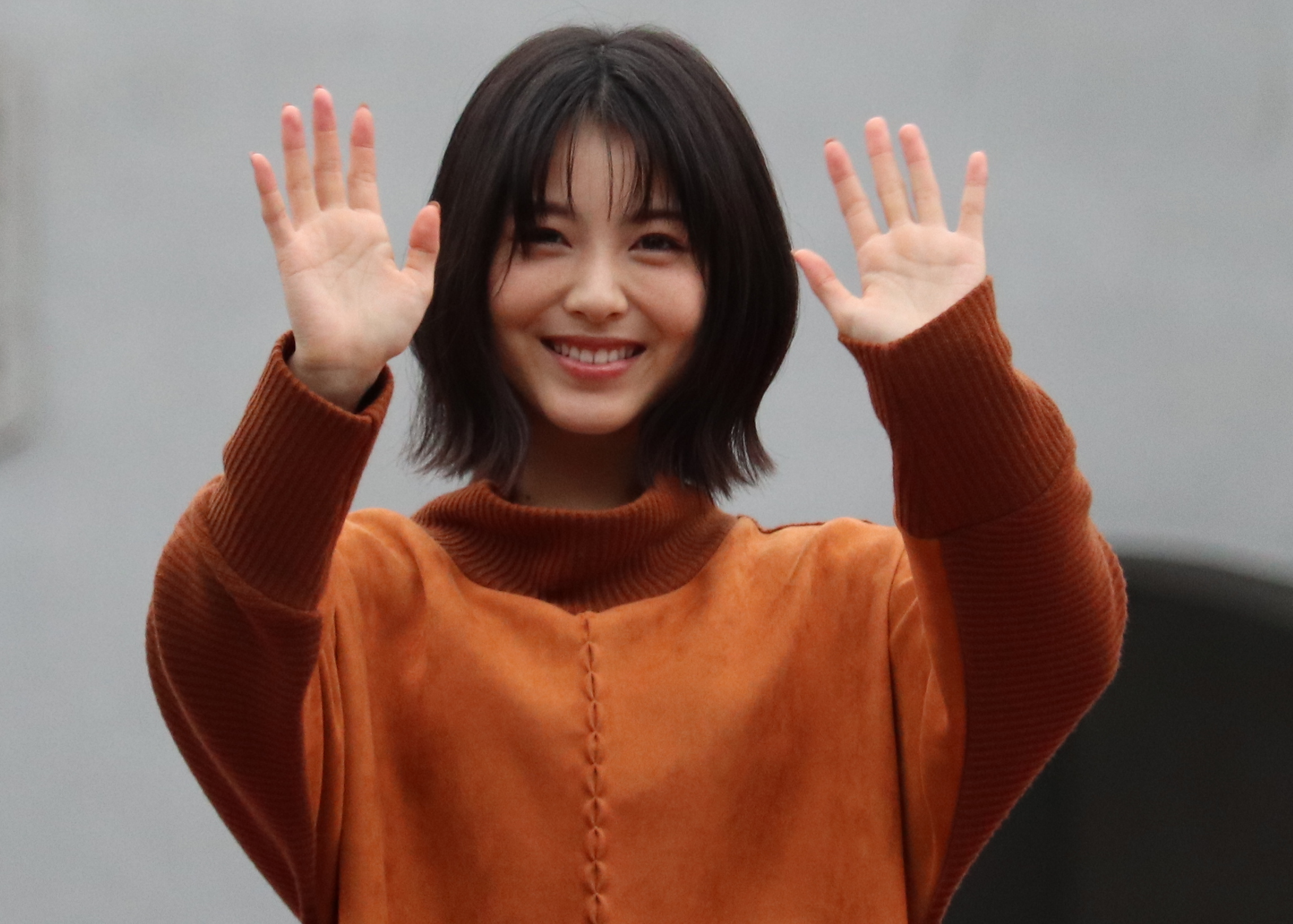
2019年10月27日、金沢マラソンにて。

2011年、第7回『東宝シンデレラオーディション』に応募、ニュージェネレーション賞を受賞し芸能界入り。東宝芸能のシンデレラルーム所属となる。同年公開の映画『アリと恋文』主演で女優デビュー。
2015年5月25日に1st写真集『瞬間』を発売。同年9月21日放送のスペシャルドラマ『あの日見た花の名前を僕達はまだ知らない。』の本間芽衣子を演じて注目される。
2016年、小林立の人気麻雀漫画『咲-Saki-』の実写ドラマ化作品で主人公宮永咲を演じて、テレビドラマに初主演した（2017年2月に劇場版が公開された）。後に放送された阿知賀編では咲の姉、宮永照を演じている。
2017年、住野よるのベストセラー小説『君の膵臓をたべたい』の実写映画で主人公山内桜良を演じたことが話題になる。同作で第42回報知映画賞新人賞、第30回日刊スポーツ映画大賞新人賞（『亜人』と併せて）、第41回日本アカデミー賞新人俳優賞を受賞。
2018年1月、河本ほむらの漫画を原作とする『賭ケグルイ』のテレビドラマ版で蛇喰夢子を演じる。同年4月1日、自身のTwitter（現：X）の公式アカウントを開設した。同年7月2日、公式サイト「浜辺美波 OFFICIAL SITE」を開設する。同年10月、ラジオの初レギュラー番組となるニッポン放送『浜辺美波 真夜中のシンデレラ』が開始。同年12月、高校卒業後は大学進学をせずに女優業に専念する意向を表明。
2019年2月、堀越高等学校を卒業。同年5月、主演を務める『賭ケグルイ』の劇場版が公開された。
2020年8月、『私たちはどうかしている』で横浜流星とともにW主演を務める。
2021年2月、第45回エランドール賞新人賞を受賞。同年10月27日、20歳の節目の年を記念した写真集『20』発売。
2022年1月放送の『ドクター・ホワイト』でフジテレビ系ドラマに初主演した。
2023年春から放送のNHK連続テレビ小説『らんまん』では植物学者牧野富太郎をモデルとした主人公槙野万太郎の妻寿恵子を演じた。連続テレビ小説への出演は『まれ』以来8年ぶり二度目。
同年12月31日放送の『第74回NHK紅白歌合戦』で司会を務めた（有吉弘行、橋本環奈、高瀬耕造アナウンサーと担当）。
2026年放送予定の大河ドラマ『豊臣兄弟!』では寧々役を演じ、大河ドラマ初出演を果たす。

## 活動・人物

### 活動
目標とする俳優に東宝芸能の先輩である長澤まさみ、髙嶋政宏・政伸兄弟や司葉子の名前を挙げている。また、長澤まさみに関しては家族全員がファンであり、地元紙で応募されていた「東宝シンデレラ」に関しても長澤がそのオーディション出身であったことを理由にダメモトで受けたという経緯があった。
2019年春のインタビューで、「私にとって女優は人生をかけるに値する職業だと思っているので、ずっと続けていきたい。新しい世界に飛び込む怖さや不安に関しては、2016年に上京したときのほうが強かった」「（高校を卒業して女優に専念するので）とにかく女優を続けていくこと。自分に素直に、もっと感受性豊かに、いろいろな影響を受けながら、役に寄り添える（女優になりたいと思います）」「（人に誇れるものがある人が）羨ましいとか、そういった劣等感が（活動の）原動力になっていると思います」と述べている。また、『賭ケグルイ』で主演を務めたことで、他作品の現場でも『明るくなった』といわれるようになった。

### 人物的特徴
- 「芸名のような本名」を持つ芸能人の一人として挙げられる[43]。本人はこの名前について、2018年10月のイベントで「なかなか海っぽい、夏っぽい名前です」「本名にするか、芸名にするかの選択肢があったんですけど、父がつけてくれた名前で、すごく自分でも気に入っていたので『ぜひ、このままで』と言わせていただいた」「いまもすごく気に入ってます」と述べている[1]。
- 「みなみ」の名は『タッチ』のヒロイン・浅倉南に由来する[44]。
- 本人の推すニックネームは「べーやん」[8]。
- 苦手なことに歌やダンスを挙げており、事務所のレッスンを受けていた10代の頃から苦手であったという[45][46][47]。また、以前クイズ番組へ出演した際に頓珍漢な発言をしてしまい、恥をかいてしまったことがあるためクイズ番組は苦手なのであまり出演したくないと話している[45][48]。
- 好きな男性のタイプを質問された際には余裕があったり計算高く立ちまわる完璧な人よりも「家事はそつなくできるけど勉強が苦手」のような、長所と短所の帳尻が合っている人の方が魅力的に見えると話している[45][49]。加えて、「怒っても怖くなくて、こだわりや自分のある人」を好みの男性の特徴として挙げている[50][45]。
- 「東宝シンデレラオーディション」応募当時の志望は女優ではなく歯科医であった[51]。小さなころはお手玉が好きだったので「シルク・ドゥ・ソレイユ」にも憧れていたという[52]。
- 自身の性格について、2019年春のインタビューで「決断は早いけど一度決めてしまうとなかなか譲らないので、頑固な性格だと思います」と述べている[39]。「天然キャラ」の一面もあり、2019年5月公開の映画『賭ケグルイ』の公開初日舞台挨拶では、登壇の際に予定していた通路とは異なる場所をうっかり歩いてしまったことが話題になった[29][30]。
- かなりのインドア派で[53]、「1人の時間が一番大切」、休日に自宅でマイペースで過ごすことが「頑張ろうという活力になる」と話している[54]。また「普段私、なまりのように足が重いんですよね。家に帰りたい、そして家から出たくない、という思いがあって。休みだと思ってしまったら、その日に誘われても忙しいふりをしちゃうんですよ」とも告白している[53]。あるイベントで共演した新田真剣佑は、浜辺について「明るいのに1人が好き」と語った[54]。
- 本人曰く、自身のチャームポイントは「顔にあまり特徴がないこと」であるという[55]。また、折に触れて「透明感の持ち主」と評価される[56][57]。
- SNSが苦手で、2016年3月に開設したブログを2年以上更新していない状態であった。そのため、2018年4月に開設したTwitter（現・X）の公式アカウントは、マネージャーとの共同管理としている[22][23]。2020年3月にはフォロワー数が100万人を突破した[58]。同年6月、自身とスタッフによるInstagram公式アカウントを開設[59][60]。こちらも同年8月にフォロワー数が100万人を突破した[61]2021年2月、初めて花粉症を発症[62]。

### 趣味・特技・嗜好
- 趣味として読書を挙げている[2][3]。宮部みゆきのミステリー小説や東野圭吾の作品、ハリー・ポッターシリーズ、少年漫画・少女漫画（『暁のヨナ』など）をよく読んでいる[12][63][64]。
- 宝塚歌劇のファンであり、休日によく観劇に行く[65][66][45]。
- 三半規管の強さは誰にも負けないと自負しており、遊園地のコーヒーカップをどれだけ回しても酔ったことは一度もないと語っている。
- 好きな芸人コンビにコロコロチキチキペッパーズの名前をよく挙げている[67]。
- 弟の影響で仮面ライダーシリーズが好きであり、好きな仮面ライダーは『仮面ライダーウィザード』である[68]。
- 出身地・石川県における硬筆習字特選賞の受賞歴がある[2][3]。中学時代は吹奏楽部でフルートを担当していた[69]。
- 出身地・石川県の好きな郷土料理として「真鱈の卵の煮つけ」を挙げている[70]。また、金沢で好きな場所に「金沢21世紀美術館」を挙げている[52]。
- 2023年11月16日、TBS系『櫻井・有吉THE夜会』に出演した際、揚げ物が大好物であり、中でも特に唐揚げが大好きであると語った[71]。

### 交友関係
- 上白石萌音、上白石萌歌、山崎紘菜は同じオーディションで芸能界入りを果たした同期[9]。
- 芸能界で親しい人物に橋本環奈、池田エライザ[72]、川栄李奈[73]、佐倉綾音[74]、森川葵[75]、岡本夏美[76]、福原遥[77]、大友花恋[78]、福本莉子[79]、岡崎紗絵らがいる。また、YouTuberコンビ「パパラピーズ」のじんじん、タナカガとも親交深い[80]。
- 同郷で同事務所に所属している 西垣匠(年齢は西垣の方が上だが、芸歴は浜辺の方が長い)とは、2024年11月22日公開の「六人の嘘つきな大学生」で浜辺らと競い合う就活生役で初共演を果たした。浜辺がInstagramのストーリーに、西垣のファースト写真集「匠-sho-」をもらったと写真で報告するなど、“同郷”交流の様子を見せている。(2023年10月11日 浜辺美波公式Instagramのストーリーより）
- Adoとはお互いに「どんちゃん」「かっちゃん」と愛称で呼び合う間柄[81] 。浜辺が2023年6月12日放送のAdoのオールナイトニッポンにゲスト出演する際、浜辺がAdoの「ど」にちなんでAdoのあだ名を「どんちゃん」と名付けたが、そのことを聞いたAdoは太鼓の達人のキャラクターである「どんちゃん」（和田どん）と「かっちゃん」（和田かつ）にちなんで浜辺のあだ名を「かっちゃん」と名付けた。この経緯は2025年4月24日放送のNHK MUSIC SPECIALで両名が出演した際に語られた[82]。

## 受賞歴

### 2011年
- 第7回東宝シンデレラオーディション ニュージェネレーション賞[13]

### 2015年
- 第2回コンフィデンスアワード・ドラマ賞 新人賞 - 『無痛〜診える眼〜』[83]

### 2017年
- 第42回報知映画賞 新人賞 - 『君の膵臓をたべたい』[19]
- 第30回日刊スポーツ映画大賞・石原裕次郎賞 新人賞 - 『君の膵臓をたべたい』『亜人』[20]
- 第41回日本アカデミー賞 新人俳優賞 - 『君の膵臓をたべたい』[84]
- 第22回日本インターネット映画大賞 日本映画ニューフェイスブレイク賞 - 『咲-Saki-』『君の膵臓をたべたい』『亜人』[85]

### 2018年
- ベストスマイル・オブ・ザ・イヤー 2018[86]
- LINE NEWS AWARDS2018 俳優・女優部門

### 2019年
- 第30回日本ジュエリーベストドレッサー賞 10代部門[87]

### 2020年
- 全国きもの街づくり協議会「きものベストドレッサー賞2020」女性部門

### 2021年
- 第45回エランドール賞 新人賞 - 『思い、思われ、ふり、ふられ』『アリバイ崩し承ります』『タリオ 復讐代行の2人』[88]
- VoCE ベストコスメアワード2021 “最も美しい人”[89]

### 2023年
- LINE NEWS AWARDS 2023 俳優部門[90]
- 第36回小学館 DIMEトレンド大賞 2023 話題の人物賞[91]

### 2024年
- 第66回ブルーリボン賞  助演女優賞 - 『シン・仮面ライダー』『ゴジラ-1.0』[92]
- 第47回日本アカデミー賞 優秀主演女優賞（『ゴジラ-1.0』）[93]
- 第47回日本アカデミー 優秀助演女優賞（『シン・仮面ライダー』）[93]
- 第32回橋田賞 新人賞（『らんまん』）[94]
- 美的 ベストビューティウーマン賞 2024[95]

## 出演
主演作品の役名は太字で表示

### テレビドラマ
- クルマのふたり〜TOKYO DRIVE STORIES 特別篇「めぐりあう時間」（2012年3月31日、TwellV） - 奥村ひとみ 役[96]
- 浪花少年探偵団（2012年7月2日 - 9月17日、TBS） - 朝倉奈々 役
- 女信長 第一夜（2013年4月5日、フジテレビ） - 御市（幼少期） 役
- 僕のいた時間（2014年1月8日 - 3月19日、フジテレビ） - 桑島すみれ 役[97]
- 松本清張〜坂道の家（2014年12月6日、テレビ朝日） - 杉田りえ子（中学時代） 役
- 連続テレビ小説（NHK総合）
  - まれ 第19話 - 第21話（2015年4月20日 - 22日） - 桶作麻美 役[98]
  - らんまん （2023年4月19日 - 9月29日） - ヒロイン・西村（槙野）寿恵子 役[33][99]
- あの日見た花の名前を僕達はまだ知らない。（2015年9月21日、フジテレビ） - ヒロイン・本間芽衣子（めんま） 役[100]
- 無痛〜診える眼〜（2015年10月7日 - 12月16日、フジテレビ） - 南サトミ 役[101]
- 必殺仕事人2016（2016年9月25日、朝日放送・テレビ朝日） - お絹 役[102]
- 咲-Saki-（毎日放送） - 主演・宮永咲 役
  - 咲-Saki-（2016年12月5日 - 26日）[16]
  - 咲-Saki-特別編（2017年1月8日）[103]
  - 咲-Saki-阿知賀編 episode of side-A 特別編 （2018年1月8日） - 宮永照 役[104]
- スーパーサラリーマン左江内氏 第3話（2017年1月28日、日本テレビ） - 真中ありさ 役[105]
- 世にも奇妙な物語（フジテレビ）
  - '17春の特別編「しりとり家族」「しりとり家族ふたたび」（2017年4月29日） - 村上優奈 役[106]。
  - '19雨の特別編「大根侍」（2019年6月8日） - 主演・立川樹 役
- 賭ケグルイ（毎日放送） - 主演・蛇喰夢子 役
  - 賭ケグルイ（2018年1月15日 - 3月19日）[21]
  - 賭ケグルイ season2（2019年4月1日 - 29日）[107]
- ボキャブライダー・ドラマSP 選ばれし者（2018年3月17日、NHK Eテレ） - 浜辺美波 役[注 4][108]
- 崖っぷちホテル!（2018年4月15日 - 6月17日、日本テレビ） - 鳳来ハル 役[109]
- 今日から俺は!! 第8話（2018年12月2日、日本テレビ） - 軟葉高校1年生 役[110][111]
- 大奥 最終章（2019年3月25日、フジテレビ） - 竹姫 役[112]
- ピュア! 〜一日アイドル署長の事件簿〜（2019年8月13日 - 15日、NHK総合） - 主演・黒薔薇純子 役[113]
- アリバイ崩し承ります（テレビ朝日） - 主演・美谷時乃 役
  - アリバイ崩し承ります（2020年2月1日 - 3月14日）[114][115]
  - アリバイ崩し承りますスペシャル（2024年4月6日）[116]
- 私たちはどうかしている（2020年8月12日 - 9月30日、日本テレビ） - 主演・花岡七桜 役[注 5][117]
- タリオ 復讐代行の2人（2020年10月9日 - 11月20日、NHK総合・BS4K） - 主演・白沢真実 役[注 6][118][119]
- ウチの娘は、彼氏が出来ない!!（2021年1月13日 - 3月17日、日本テレビ） - 水無瀬空 役[120]
- 24時間テレビ44 ドラマスペシャル『生徒が人生をやり直せる学校』（2021年8月21日、日本テレビ） - ヒロイン・岡部薫子 役[121]
- ドクターホワイト - 主演・雪村白夜 役
  - ドクターホワイト（2022年1月17日 - 3月21日、関西テレビ・フジテレビ） -  / 沢木朝絵 役[注 7][122][123][124]
  - ドクターホワイト 特別編（2022年3月28日）[125]
- オリバーな犬、 (Gosh!!) このヤロウ シーズン2（2022年9月20日 - 10月4日、NHK総合） - 吹枝あやめ 役[126]
- 大河ドラマ 豊臣兄弟!（2026年〈予定〉、NHK総合） - 寧々 役[127]

### 映画
- 空色物語「アリと恋文」（2011年11月29日、東宝） - 主演・文香 役[128]
- 逆転裁判（2012年2月11日、東宝） - 綾里千尋（幼少期） 役
- 世田谷区, 39丁目（2014年3月8日） - 橘澪 役[97][129][130]
- エイプリルフールズ（2015年4月1日、東宝） - 江藤理香 役[131]
- 映画 妖怪ウォッチ 空飛ぶクジラとダブル世界の大冒険だニャン!（2016年12月17日、東宝） - 南海カナミ（実写パート / アニメパートの声） 役[132][133]
- 咲-Saki-（毎日放送） - 主演・宮永咲 役
  - 咲‐Saki-（2017年2月3日）[16]
  - 咲-Saki-阿知賀編 episode of side-A（2018年1月20日） - 宮永照 役[104]
- 君の膵臓をたべたい（2017年7月28日、東宝） - 主演・山内桜良 役[注 8][134]
- 亜人（2017年9月30日、東宝） - 永井慧理子 役[135]
- となりの怪物くん（2018年4月27日、東宝） - 大島千づる 役[136]
- センセイ君主（2018年8月1日、東宝） - ヒロイン・佐丸あゆは 役[137][138]
- 映画 賭ケグルイ（ギャガ） - 主演・蛇喰夢子 役
  - 映画 賭ケグルイ（2019年5月3日）[107]
  - 映画 賭ケグルイ 絶体絶命ロシアンルーレット（2021年6月1日）[139]
- アルキメデスの大戦（2019年7月26日、東宝） - ヒロイン・尾崎鏡子 役[140]
- 屍人荘の殺人（2019年12月13日、東宝） - ヒロイン・剣崎比留子 役[141]
- 思い、思われ、ふり、ふられ（2020年8月14日、東宝） - 主演・山本朱里 役[注 9][142][143]
- 映像研には手を出すな!（2020年9月25日、東宝映像事業部） - 晴子 役[144]
- 約束のネバーランド（2020年12月18日、東宝） - 主演・エマ 役[145]
- やがて海へと届く（2022年4月1日、ビターズ・エンド） - 卯木すみれ 役[146]
- シン・仮面ライダー（2023年3月18日、東映） - ヒロイン・緑川ルリ子 役[147]
- ゴジラ-1.0（2023年11月3日、東宝） - ヒロイン・大石典子 役[148]
- サイレントラブ（2024年1月26日 、ギャガ） - ヒロイン・美夏 役[149][150]
- もしも徳川家康が総理大臣になったら（2024年7月26日、東宝） - 主演・西村理沙 役[151]
- 六人の嘘つきな大学生（2024年11月22日、東宝） - 主演・嶌衣織 役[152]
- アンダーニンジャ（2025年1月24日、東宝） - ヒロイン・野口彩花 役[153]
- 君がトクベツ（2025年6月20日、ギャガ） - 本人 役[154]
- ほどなく、お別れです（2026年2月6日公開予定、東宝） - 主演・清水美空 役[注 10][155][156]

### Webドラマ
- 能登の花ヨメ、それから（2012年7月6日 - ） - 炭田みなみ 役[注 11][157][158][159]
- 崖っぷちホテル!〜本日のお客様は、宇海直哉様〜（2018年6月17日 - 、Hulu） - 鳳来ハル 役[160]
- アリバイ崩し承ります特別編 時計屋探偵とお祖父さんのアリバイ （2020年3月7日 - 、AbemaTV） - 美谷時乃（中学生時代） 役[161]
- 賭ケグルイ双（2021年3月26日 - 、Amazonプライム・ビデオ） - 主演・蛇喰夢子役

### Web配信映画
- 「TikTokTOHO Film Festival 2021」グランプリ受賞者作品『夏、ふたり』- 主演・ひかり役　10月4日よりTikTokにて配信中

### テレビアニメ
- ONE PIECE 〜ハートオブゴールド〜（2016年7月16日、フジテレビ） - ミスキナ・オルガ 役[162]
- クレヨンしんちゃん（2023年3月18日、テレビ朝日） - ゲスト出演・緑川ルリ子 役[163]

### 劇場アニメ
- HELLO WORLD（2019年9月20日、東宝） - ヒロイン・一行瑠璃 役[164][165]
- 思い、思われ、ふり、ふられ（2020年9月18日、東宝） - 女子生徒、チヨ 役[166]
- 名探偵コナン 緋色の弾丸（2021年4月16日、東宝） - 石岡エリー 役[167][168]
- 金の国 水の国（2023年1月27日、ワーナー・ブラザース映画） - 主演・サーラ 役[注 12][169][170]

### ゲーム
- SD シン・仮面ライダー 乱舞（2023年3月23日、バンダイナムコエンターテインメント） - 緑川ルリ子 役[171]

### ニュース・ドキュメンタリー・教育番組
- ボキャブライダー on TV（2017年7月3日 - 2020年3月、NHK Eテレ） - ボキャブライダーMinami（緑） 役[172]
- NNNドキュメント'17「プラス4℃の世界 温暖化の果て…私たちの未来」（2017年11月6日、日本テレビ[注 13]） - ナレーション[173][174]
- 報道STATION「テラせ!ニッポン」→「テラせ!2020」[注 14]（2018年5月10日 - 、テレビ朝日） - ナレーション[注 15][176][177]
- RADWIMPS 18祭（2018年10月8日、NHK総合） - ナレーション
- おはなしのくに「浜辺美波×『ヘンゼルとグレーテル』（グリム童話）」（2020年3月2日、NHK Eテレ）[178]
- ドキュメント「シン・仮面ライダー　〜ヒーローアクション挑戦の舞台裏〜」（2023年3月31日、NHK BSプレミアム）[179]
- 24時間テレビ48 愛は地球を救う（2025年8月30日・31日〈予定〉、日本テレビ） - チャリティーパートナー[180]

### 音楽特別番組
- 第74回NHK紅白歌合戦（2023年12月31日、NHK総合・ラジオ第1） - 司会（有吉弘行、橋本環奈、高瀬耕造アナウンサーと担当）[34]

### バラエティ
- 脱出のネバーランド（2020年12月15日 - 19日、フジテレビ）

### 舞台
- 系図 -若い人たちのための音楽詩-（2016年8月27日） - 語り[181][182]

### ラジオ
- 清澄高校麻雀部のオールナイトニッポンR〜映画『咲-Saki-』スペシャル〜（2017年2月3日、ニッポン放送）[注 16]
- ボキャブライダー on Radio（2017年7月3日 - 、NHKラジオ第2） - 助手
- 浜辺美波 真夜中のシンデレラ（2018年10月2日 - 2019年12月31日 、ニッポン放送） - パーソナリティ[27]
- 浜辺美波のGIRLS LOCKS!（SCHOOL OF LOCK!内） (2020年8月10日 - 13日、TOKYO FM)
- 浜辺美波のオールナイトニッポン（2021年1月2日、ニッポン放送）[183]

### CM
- ハウス食品 - 商品イメージモデル（2011年6月 - ）
  - バーモントカレー - 子供 役（2011年6月 - 2013年6月）
相葉雅紀と共演。相葉と共にカレーライスを食べる子供の一人を演じる。初放送時の年齢は、およそ10歳9か月。[注 17]
    - 「おかわりバーモント篇」（2011年6月 - 1季）[184]
    - 《情報不足》
    - 「とろ〜りたまご新じゃがビーフカレー篇」（2012年4月 - 1季）[185]
    - 「青空バーモント篇」（2012年7月 - 1季）[186][187]
    - 「元気のヒミツ篇」（2013年1月 - 1季）[184]
    - 「子ども合唱篇」（2013年4月 - 1季）[184]

  - シチューミクス - 娘 役（2011年10月 - ）。母娘役の西田ひかると共演。
    - 「ギュッと篇」（2011年10月 - 1季）[184]

- JR西日本 - 企業イメージモデル（2014年1月 - ）
  - 平成25年度「マナーって思いやり。」シリーズ（2014年1月 - ）
    - 「駅や車内でのマナー啓発 携帯電話・スマートフォンでの着信音や通話篇」（2014年1月 - ）[188][189]

- ネスク（2014年8月 - ）
  - 「日常篇」/「職場篇」（2014年8月 - ）[190]

- BlazeGames「リトル ノア」 - 商品イメージモデル（2015年11月 - ）
  - 「わたしのかわいい戦士たち篇」/「わたしのかわいい戦士たち 大行列篇」 - ゲームプレイヤー役（2015年11月20日 - ）[191][192]

- 三井不動産商業マネジメント「ららぽーと」（2017年4月 - 2019年12月現在）
  - 母娘シリーズ - 娘 役（2017年4月20日[193] - 2019年12月現在）
母親役の木村佳乃と共演[193][194]。子供っぽく自由奔放な母を保護者的に見守りながら自らも楽しんでいる、しっかり者の娘を演じている。
    - 2017年度 第1弾「GW festa篇」（2017年4月26日 - 1季）[193][194]
    - 2017年度 第2弾「夏バーゲン篇」（2017年6月19日 - 1季）[194]
    - 2017年度 第3弾「秋のポイントアップデー篇」（2017年10月2日 - 1季）[194]
    - 2017年度 第4弾「XMAS篇」（2017年12月4日 - 1季）[194]
    - 2017年度 第5弾「冬バーゲン篇」（2017年12月28日 - 1季）[194]
    - 2017年度 第6弾「春のポイントアップデー篇」（2018年3月16日 - 1季）[194]
    - 2018年度 第1弾「GW festa篇」（2018年4月23日 - 1季）[195][194]
    - 2018年度 第2弾「夏バーゲン&ポイントアップ篇」（2018年6月25日 - 1季）[194]
    - 2018年度 第3弾「90's リバイバルファッションフェス篇」（2018年10月1日 - 1季）[194]
    - 2018年度 第4弾「Xmas篇」（2018年11月19日 - 1季）[194]
    - 2018年度 第5弾「冬バーゲン & PUP篇」（2018年12月25日 - 年末）[194]
    - 2018年度 第6弾「新生活篇」（2019年3月18日 - 1季）[194]
    - 2019年度 第1弾「GW festa 開催篇」（2019年4月24日 - 1季）[196][194]
    - 2019年度 第2弾「夏バーゲン篇」（2019年6月28日 - 1季）[196][194]
    - 2019年度 第3弾「ららぽーと沼津 オープン告知篇」（2019年10月8日 - 終了）[194]
    - 2019年度 第4弾「ハイブリッドファッションフェス & 1周年篇」（2019年10月8日 - 1季）[196][194][197]
    - 2019年度 第5弾「ハイブリッドファッションフェス 開催中篇」（2019年10月 - 1季）[196][198]
    - 2019年度 第6弾「冬バーゲン篇」（2019年12月23日 - 1季）[199]

- 日清食品 カップヌードル 「HUNGRY DAYS」シリーズ（2017年6月 - 終了）
  - 「HUNGRY DAYS 魔女の宅急便 篇」 - 17歳になったキキ（声の担当）（2017年6月 - 終了）[200][201]
異なる世界観・異なる時間軸にあって名作アニメの登場人物達が一般の生徒・学生として描かれる「HUNGRY DAYS」シリーズの1篇という位置づけで、アニメ映画『魔女の宅急便』（1989年公開）の主人公キキ（13歳）が、17歳の日本の女子高校生として登場するが、浜辺はキキの声優を務め、共に17歳になった同級生トンボの役の声優・梶裕貴と共演した[200][201]。「魔女の宅急便#アニメCM」も参照のこと。

- エイチーム「ヴァルキリーコネクト」 - 商品イメージモデル（2017年10月 - ）
  - 「一緒にしましょ！」篇 / 「みなみ困っちゃう」篇 - ゲームプレイヤー役（2017年10月28日 - ）[202]

- メニコン - 企業イメージモデル（2017年12月 - ）
  - SMART TOUCH（2017年12月 - 2019年12月）
    - Web動画「コンタクトGP〜VS体操選手〜」篇（2017年12月12日公開）[203]
    - Web動画「コンタクトGP〜VSビジュアル系〜」篇（2017年12月12日公開）[204]
    - Web動画「コンタクトGP〜VSマッチョ〜」篇（2017年12月12日公開）[205]
    - テレビCM等「常識くるり」篇（2019年4月1日 - 2019年12月）[206][207]

  - MeniconMiru（2018年3月 - ）
    - コンタクトならMiru/「もしもショップ」篇 ホストクラブ（2018年3月22日 - ）[208]
    - コンタクトならMiru/「もしもショップ」篇 寿司屋（2018年3月22日 - ）[209]
    - コンタクトならMiru/「もしもショップ」篇 研究室（2018年3月22日 - ）[210]
    - コンタクトならMiru/「ハッピー音符」篇（2022年6月3日 - ）[211]

  - Four Seasons（2018年10月 - ）[212]
    - 「四季を感じる」篇（2018年10月31日 - ）[213]

  - メルスプラン（2019年4月1日 - ）
    - 「1DAYだってメルスプラン」篇（2019年4月1日 - 2019年12月）[214][215]
    - 「執事さん登場」篇（2023年2月15日 - ）[216]

  - Magic（2023年7月 - ）
    - 「マジカル☆ハンドダンス」篇（2023年7月20日 - ）[217]
- 味の素 「Cook Do」 - 商品イメージモデル（2018年2月初旬 - 2019年12月現在）。竹内涼真と浜辺美波が7人兄妹の長男役・長女役で共演[218][219][220]。
  - 第1弾 回鍋肉「中華が家族を熱くする篇」（2018年2月8日 - ）[218][221]
  - 第1弾 四川式麻婆豆腐「中華が家族を熱くする篇」（2018年2月8日 - ）[218][221]
  - 第2弾 四川担担麺「中華が家族を熱くする篇」（2018年2月中旬 - ）[222]
  - 第2弾 ジャージャー麺「中華が家族を熱くする篇」（2018年2月中旬 - ）[222]
  - 青椒肉絲「中華が家族を熱くする篇」（2018年4月5日 - 2019年12月現在）[221][223]
  - 赤麻婆黒麻婆「両方イエスッ篇」（2018年10月 - 2019年12月現在）[221][224]
  - 干焼蝦仁「中華が家族を熱くする篇」（2018年11月26日 - 2019年12月現在）[221][225]

- JA共済 企業イメージモデル・商品イメージモデル（2018年3月 - ）
  - 3Q訪問活動 Web限定CM「浜辺美波から契約者の皆様へのご案内」篇（2018年3月27日公開）[226]
  - 生活障害共済「働くわたしのささエール」（2018年度：2018年4月 - 2019年3月）
    - 「別れ話」篇（2018年4月5日 - ） - 「Mr.リスク」役の佐藤二朗と共演[227]。怪人「Mr.リスク」は病気・怪我などあらゆるリスクの化身で、若い女性・浜辺美波（はまみぃ）と“付き合っている”（付き纏っている）。Web限定CMの「撮影」篇（2018年3月29日公開）[228]、「ライフムービー」篇（2018年10月1日公開）[229]、「リスクSONG」篇（2018年11月5日公開）[230]、「バージンロード」篇（2018年11月5日公開）[231] では設定どおりに描かれるが、テレビCMでははっきりとは描かれない。

  - 生活障害共済「働くわたしのささエール」（2019年度：2019年4月 - 2020年3月）
    - 第1話「はじめての訪問」篇（2019年4月22日 - ）

有村架純と共演。JA共済に就職し、ライフアドバイザー（セールスウーマン）として働き始めた女性・架純と、その妹・美波を描いてゆくシリーズの第1話。第1話での美波はナレーションのみを担当した。テーマソングにはいきものがかりの「太陽」をタイアップ起用。[232][233][234]
    - 第2話「イチゴ」篇（2019年6月20日 - ） - 有村架純と共演。ショートケーキの苺を取り合う姉妹[232][233]。[235]
    - 第3話「将棋」篇（2019年7月19日 - ） - 有村架純と共演。[236]
    - 第4話「保障点検」篇（2019年11月7日 - ） - 有村架純と共演。ふたりで旅行の準備中、持ち物チェックをする[232][233]。
    - 第5話「保障の見直し」篇（2019年11月7日 - ） - 有村架純と共演。姉に思いを寄せる男性をからかう妹を演じる[232][233]。

  - 自動車共済 「クルマスター」
    - 「Mr.リスクの不満」篇（2018年4月5日 - ） - 「Mr.リスク」役の佐藤二朗と共演[227][228][237]。
    - 「みなみ教官 お見積り」篇 / 「みなみ教官 マモルモア」篇（2022年1月18日 - ） - 七瀬公と共演[238]

  - 特定重度疾病共済「身近なリスクにそなエール」（2020年3月19日 - ）
    - 「第二ボタン」篇（2020年3月19日 - ） - WEB動画[239]
    - 「スヌーズ」篇（2020年3月29日 - ） - WEB動画

- 北國新聞（2018年4月 - ）
  - お友達紹介キャンペーン「浜辺美波」篇（2018年4月2日 - ）[240]
- ロッテ
  - 「ガーナミルクチョコレート」 - 商品イメージモデル（2018年4月5日起用[241] - 2019年12月現在[注 18]）

土屋太鳳・広瀬すず・松井愛莉という前期の「ガーナ3人娘」に換わって、浜辺美波（17歳）・山田杏奈（17歳）・久間田琳加（17歳）が起用され、CMでも共演する[241]。なお、浜辺が所属する事務所の先輩である長澤まさみは、2006年から2013年にかけて出演している[241]。
  - 「うちの母はワンパターン」篇 /「うちの母はずるい」篇 /「うちの母は、じぶんに甘い」篇（2018年4月10日 - ）[241]
  - 「ホットガーナ」篇（2018年11月26日 - ）[242][243]
  - 「バレンタインにガチャガーナ」篇（2019年2月7日 - ）[244][245]
  - 「赤チョコよろしくね」篇（2019年4月8日 - ）[246]
新たなテーマソングとして荒井由実（現・松任谷由実）の「ルージュの伝言」を合唱風で使用[246]。撮影は“聖地”として有名になった旧足利西高校（旧・栃木県立足利西高等学校）校舎（栃木県足利市大前町に所在）と迫間屋で行われた。
  - 「グリーンガーナ はじめまして、緑のガーナです。」篇（2023年9月19日 - ）[247]
  - 「グリーンガム」（2021年4月6日 - ） - イメージキャラクター[248]
  - 「ACUO」（2023年6月1日 - ）[249]
  - 「勉強ひと休み」篇 /「爆買い」篇 /「もらったな？」篇（2024年1月31日 - ）[250]
  - 「ハッピーは、チョコレートから。」篇（2024年9月3日 - ）[251]
- パーソルキャリア 「an」 - 商品イメージモデル
  - 「バイトデビューは『an』があんじゃん! 浜辺美波・ポプテピピック」篇（2018年4月10日 - ）。漫画・アニメの「ポプテピピック」のポプ子、ピピ美と共演。[252]
  - 「バイトデビューは『an』があんじゃん！ どーもー、anガールズです」篇（2018年10月15日 - ）。お笑い芸人のアンガールズと共演。[253]
- LINE MUSIC（2018年4月 - ）
  - 「歌う篇」（2018年4月17日 - ）[254]
  - 「#キミのBGM 片想い篇」/「#キミのBGM アンサー篇」（2018年5月5日 - ）[255]
- NTTドコモ - 企業イメージモデル・商品イメージモデル（2018年9月 - 2019年12月現在）
  - 企業CM「星プロ」シリーズ - モンジュウロウ 役（2018年9月 - 2019年12月現在？）
星野源・新田真剣佑・長谷川博己と共演。モンジュウロウとは、●ショッキングピンクの毛で全身を覆われた可愛い系のモンスター（怪獣）で、仲間たちと同じく人間形態に変身できる。浜辺は怪獣形態では声を担当し、人間形態のほうは生身で演じる[256]。モンジュウロウは、星Pことプロデューサー星あゆむ（演：星野）が社長を務める芸能事務所「星キャラプロダクション（通称：星プロ）」に所属する売れないキャラクターで、ドニマル（演：新田）・コスモフ（演：長谷川）と共に夢に向かって頑張っている[256]。cf. NTTドコモのイメージキャラクター#現在のキャラクター
    - 「はじまりの物語」篇 / 「キャラクター紹介」篇（2018年9月7日 - ）[257][258]
    - 「みんなの期待」篇（2018年9月 - ）[259]
    - 「モンジュウロウの特技」篇（2018年11月16日 - ）[260]
    - 「コスモフのロケット」篇（2018年11月30日 - ）
    - 「ドニマルの英語」篇（2018年12月15日 - ）[261]
    - 「青春のドまんなか・スタート」篇（2018年12月17日 - ）[262]
    - 「星プロあたらしいスタート」篇（2019年1月2日 - ）[263]

  - 企業CM「星プロ」シリーズ特別篇「カンナとミナミ」 - ミナミ 役（2019年12月 - ）
橋本環奈とのダブル主人公で、共に大学受験生を演じる[264]。演じる高校生の性格は、橋本が外向的、浜辺は内向的。
    - 「料金 カンナとミナミ」篇 / 「料金 カンナとミナミ（カンナの場合）」篇 / 「料金 カンナとミナミ（ミナミの場合）」篇（2019年12月14日 - 同月現在）[265][266][267]
    - 「カンナとミナミの卒業」篇（2020年2月21日 - ）[268]

  - 企業CM「先生」シリーズ（2020年10月 - ）
    - 「先生、5Gって知ってる？」篇（2020年10月23日 - ）[269]
    - 「先生からみんなへ」篇（2020年12月1日 - ）[270]

  - dブック
    - 「浜辺、ハマってます（dポイント）」篇（2020年12月25日 - ）[271]
    - 「浜辺、ハマってます（人気作品）」篇（2020年12月25日 - ）[272]

  - dカード（2020年 - ）
  - ドコモポイ活プラン「ポイに恋して」篇（2024年3月29日 - ）[273]
- 花王 ビオレ - 商品イメージモデル（2019年3月 - ）
  - さらさらパウダーシート 「1枚vs4枚篇」（2019年3月 - ）[274]
  - 冷シート 「おどろき篇」[275]/「男子レベル篇」[276]/「東京篇」[277]「仙台篇」「名古屋篇」「大阪篇」「福岡篇」（2019年3月8日 - ）
  - 冷タオル
    - 「冷タオル誕生」篇（2020年3月 - ）[278]
    - Web限定CM「冷タオルダンス オカザえもんと一緒」篇[279]/「冷タオルダンス 美波ちゃん」篇[280]（2020年3月2日公開）

  - ビオレ冷ハンディミスト「ショッピング・字幕『誕生』」篇（2023年6月2日）
  - ビオレzeroシート「ずーっと快感・体験・New」』篇（2024年4月8日）
- 京都きもの友禅 - 6代目企業イメージモデル（2019年7月 - 2023年6月）。浜辺をモデルに起用して振袖の最新商品展開をPRする[281][282][283]。
  - 振袖「変わらない美しさ」篇 2019夏（2019年7月19日 - 1季）。明治・大正・昭和・平成・令和をイメージした振袖を身に纏った5人の浜辺が、それぞれの魅力を訴求する内容[282][284][285]。
  - 振袖「変わらない美しさ」篇 2019冬（2019年12月21日 - 1季）[286]
  - 振袖「あなただけの、ハタチが見つかる。」篇 2021夏（2021年8月9日 - ）[287]
  - 2023年カタログ（2023年）[288]
- 資生堂 - 商品イメージモデル（2019年8月 - ）
  - マジョリカ マジョルカ [289]
    - Web限定CM「商品登場」篇[290] /「自分だけの、大きな瞳へ」篇（2019年8月21日公開）[291]
    - Web限定CM「自分にぴったりの、トーンアップ。」篇[292] /「コンパス」篇[293]（2019年11月21日公開）

  - エリクシール (化粧品)「ファースト エイジングケアの化粧水」篇（2022年3月16日）

- JR東日本 JR SKISKI - 商品イメージモデル（2019年12月 - 1季）
若手女優がヒロインを演じるシリーズにおける2019年度のヒロイン役で、岡田健史と男女ダブル主演を務める[294][295]。学生最後の冬、スキーツアーでイケメンに"胸キュン"する若い女性を演じる[294][295]。浜辺はこのCMの撮影に際してスノーボードに初挑戦している[296]。テーマソングには Eve の「白銀」をタイアップ起用[294][297]。
  - 「この雪は消えない。」篇（2019年12月18日 - 1季）
- 富山新聞 - お友達紹介キャンペーン（2020年4月 - ）
- スクウェア・エニックス - 「FINAL FANTASY VII THE FIRST SOLDIER」（2021年11月17日 - ）
- 日本コカ・コーラ
  - 「い・ろ・は・す 天然水」
    - 「私に気持ちいい新しい水のカタチ全国」篇（2022年12月5日 - ）[298][299]
    - 「森と水とみんなの未来」篇（2024年4月1日 - ）[300]

  - 「ジョージア」
    - 「ひと息ついたら、景色が変わって見えた。」篇（2024年5月13日 - ）[301]
    - 「はじめての髪色」篇（2024年9月2日 - ）[302]
- リクルートスタッフィング「キャリアウィンク」
  - 未経験から事務職へ「バス停でウィンク」篇 / 「エスカレーターでウィンク」篇 / 「広場でウィンク」篇（2024年3月18日 - ）[303]
- 東日本旅客鉄道「企業」未来から来た娘・ TAKANAWA GATEWAY CITY 篇（2024年2月26日）
- ピザハット
  - 「PIZZA BEAUTIFUL DAY!」篇（2024年4月26日 - ）[304]
  - 「今夜はピザる？（マヨチキ）」篇（2024年6月17日 - ）[305]
- UBE（旧・宇部興産）
  - 企業CM
    - 「ストーリーを変える、ケミストリー。」（2024年10月1日 - ）[306]
    - 「UBEと、打っ破っは。」篇（2025年5月29日 - ）[307]
- デンヨー
  - 「デンヨーくんとミナミさん・出会い」篇（2025年1月15日 - ）[308]
- コーセーコスメポート「ジュレーム」
  - 「記憶のジュレーム」篇（2025年8月21日 - ）[309]

### 広告
- 軍手ィポスター（2014年、長野県小学校全域）スチール広告[310]
- ネッツトヨタ名古屋 『オグリズム』著書海外版PV（2014年）[311]
- ネッツトヨタ名古屋（2015年 - ）[注 19][312]
- サントリー食品インターナショナル ニチレイ アセロラ（2015年）[注 20][313]
- カバヤ食品 ピュアラルグミ（2017年6月16日 - 9月30日[314][315]） - キャンペーン・ナビゲーター。主演映画『君の膵臓をたべたい』とのタイアップ[314][315]。
- 石川県警「警察官採用募集ポスター」（2018年）[316]
- 金沢マラソン 大会アンバサダー（2017年・2018年）[317][318][319]
- 中央労働災害防止協会：全国安全週間ポスター（2019年）
- 2021年東京都議会議員選挙：投票率向上のための啓発ポスター（2021年）

### ミュージック・ビデオ
- 黒沼英之「パラダイス」（2013年11月20日）[320]
- GLAY「空が青空であるために」（2016年1月25日）[321]
- Aimer
  - 「花の唄」（2017年10月11日）[322]
  - 「I beg you」（2019年1月5日）[323]
  - 「春はゆく」（2020年2月1日）[324]
- TWICE「I WANT YOU BACK 『SENSEI KUNSHU × TWICE』ver.」（2018年6月26日）[325]

### イベント
- プロ野球公式戦 埼玉西武ライオンズ対福岡ソフトバンクホークス戦 始球式（2015年9月3日、西武プリンスドーム）[326]
- プロ野球公式戦 千葉ロッテマリーンズ対東北楽天ゴールデンイーグルス戦 始球式（2019年3月29日、ZOZOマリンスタジアム） - パ・リーグ開幕戦[327]
- ゴッホ展 - 響きあう魂 ヘレーネとフィンセント（2021年9月18日 - 12月12日、東京都美術館）- アンバサダー（音声ガイド等）[328]
- 2024 金沢マラソン（2024年10月27日）[329]

## 書籍

### 写真集
- Afterschool コバルトデイジー（2014年2月4日、ギャンビット、撮影：小林幹幸）ISBN 978-4907462024 ※第7回東宝シンデレラ写真集[330]
- 瞬間（2015年5月25日、ワニブックス、撮影：西田幸樹）ISBN 978-4847047558[331]
- voyage（2017年8月29日、KADOKAWA、撮影：細居幸次郎）ISBN 978-4048959971[332][333]
- 20（2021年10月27日、講談社、撮影：峠雄三）ISBN 978-4065197240[31][334]
- 25（2025年8月22日、講談社、撮影：榊原裕一）ISBN 978-4065384350[335][336]

### フォトエッセー
- 浜辺美波『気ままに美波』日経BP、2019年11月12日。OCLC 1127251167。ISBN 4-296-10327-X、ISBN 978-4-296-10327-0。※『日経エンタテインメント!』連載の単行本化[337]
- 浜辺美波『夢追い日記』北國新聞社、2021年3月30日。OCLC 1243509803。ISBN 4833022303、ISBN 9784833022309。※11歳から19歳まで北國新聞社発行の「北國こども新聞」で連載した「浜辺美波 キラリ通信」を単行本化[338]

### カレンダー
- 浜辺美波『浜辺美波 2016年 カレンダー 壁掛け B2』トライエックス、2015年9月。ASIN B014PECHXE。{{cite book ja}}:  CS1メンテナンス: ドメインが未指定のASIN (カテゴリ)[339]
- 浜辺美波（著）『浜辺美波 2018カレンダーブック』〈エンターブレインムック〉、細居幸次郎（撮影）、KADOKAWA、2017年9月5日。OCLC 1003287553。ISBN 4-04-734858-9、ISBN 978-4-04-734858-5。[333]
- 浜辺美波（著）『浜辺美波 2019カレンダーブック』〈カドカワエンタメムック〉、細居幸次郎（撮影）、KADOKAWA、2018年8月29日。OCLC 1051234192。ISBN 4-04-735239-X、ISBN 978-4-04-735239-1。[340]
- 浜辺美波（著）『浜辺美波 2020カレンダーブック』〈カドカワエンタメムック〉、前康輔（撮影）、KADOKAWA、2019年8月29日。OCLC 1117711898。ISBN 4-04-735754-5、ISBN 978-4-04-735754-9。[341]
- 浜辺美波（著）『浜辺美波 2021カレンダー』〈カドカワエンタメムック〉、後藤啓太（撮影）、KADOKAWA、2021年3月2日。OCLC 1117711898。ISBN 4-04-735754-5、ISBN 978-4-04-735754-9。[342]
- 浜辺美波（著）『浜辺美波カレンダー 2022.04-2023.03』熊木優（撮影）、KADOKAWA、2022年2月10日。ISBN 4-04-897145-X、ISBN 978-4-04-897145-4。[343]

### 雑誌連載
- 「みんなの声で、結ばれる!」『B.L.T.』2011年6月号、東京ニュース通信社、2011年4月23日、ASIN B004W8DUNU。※東宝シンデレラで「Girls be ambicious!」連載。
- 「浜辺美波のキラリ通信」『北國新聞こども新聞』 2012年8月11日～2019年12月15日、北國新聞社。※末期は毎月第1・第3日曜日掲載[344]。
- 女子中学生向けファッション雑誌『キラピチ』の2013年2月号（創刊号）から2014年4月号（通算第7号）まで、浜辺はレギュラーモデル（愛称：キラモ）を務めている。浜辺は2014年卒業のOGで、活動時期が重なる他の著名なキラモとしては福原遥がいる。本誌は vol.4 までは不定期刊行であったが、2013年12月号（2013年11月15日発売号）以降は奇数月15日発売の隔月刊行誌に変わっている。
  - 「JS流行ランキング」『キラピチ』vol.1 2013年2月号、学研教育出版（現・学研プラス）、2012年12月17日、ASIN B00AFYKAAG。
  - 「新学期スクールアイドルになろっ!」『キラピチ』vol.2 2013年5月号、学研教育出版（現・学研プラス）、2013年3月21日、ASIN B00BJMAYKO。
  - 「サイコー♪ハッピーな夏休みフライングゲット!」『キラピチ』vol.3 2013年9月号、学研教育出版（現・学研プラス）、2013年7月16日、ASIN B00DL3ZJAE。
  - 「秋おしゃれでめっちゃ!かわいくなろっ♡♥」『キラピチ』vol.4 2013年11月号、学研教育出版（現・学研プラス）、2013年9月17日、ASIN B00EQCRUWE。
  - 「JSなんでもランキング」『キラピチ』2013年12月号、学研教育出版（現・学研プラス）、2013年11月15日、ASIN B00GBB3PBS。
  - 「早春まいにちかわいい大作戦」『キラピチ』2014年2月号、学研教育出版（現・学研プラス）、2014年1月15日、ASIN B00HEQRD62。
  - 「春かわコーデでおしゃれガールデビュー♡」『キラピチ』2014年4月号、学研教育出版（現・学研プラス）、2014年3月15日、ASIN B00IO34JMU。
- 「Catch a Wave!」『月刊ザテレビジョン』2018年5月号、KADOKAWA、2018年3月24日。
- 「秋元康プロデュースの新鉱脈」『日経エンタテインメント!』2018年7月号、日経BP、2018年6月4日、ASIN B07CXGKZBR。関連記事「気ままに美波」。[345][346]
- 「心の窓辺」[347]北國新聞朝刊文化面 2020年2月3日～、北國新聞社。※毎月第一月曜に連載。

## ディスコグラフィ

### 参加作品
| 発売日       | 商品名                    | 歌             | 楽曲             | 備考                                       |
| ------------ | ------------------------- | -------------- | ---------------- | ------------------------------------------ |
| 2017年2月1日 | きみにワルツ／NO MORE CRY | 清澄高校麻雀部 | 「きみにワルツ」 | テレビドラマ『咲-Saki-』オープニングテーマ |
| 2017年2月1日 | きみにワルツ／NO MORE CRY | 清澄高校麻雀部 | 「NO MORE CRY」  | テレビドラマ『咲-Saki-』エンディングテーマ |